# Китайцы: моя страна и мой народ
«Китайцы: моя страна и мой народ» (кит. 吾国与吾民) — книга китайского мыслителя Линь Юйтана, написанная в 1932 году.
После получения Нобелевской премии за роман «Земля» американская писательница Перл Бак отправилась в Китай с целью найти писателя, который смог бы написать книгу, в которой бы представил западному читателю Китай, его культуру и традиции. Во время одной из бесед с Ху Ши и Линь Юйтаном последний выразил согласие написать такую книгу. Работа над произведением, получившим название «Моя страна и мой народ» заняла у учёного 10 месяцев. После завершения работы он отправил книгу Пёрл Бак, которая была восхищена мастерством Линя и назвала книгу «выдающимся произведением». Книга была издана в следующем году с предисловием Пёрл Бак. Помимо английского, она была позже переведена на русский, японский, шведский и другие языки.

## Перевод на русский
Линь Юйтан. Китайцы: моя страна и мой народ / пер. с кит. [и предисл.] Н. А. Спешнева. — М.: Восточная литература, 2010. — 335 с.